# Chapelle de Penvern
Pour les articles homonymes, voir Penvern.
La chapelle de Penvern ou chapelle de Notre-Dame de Penvern ou chapelle de Notre-Dame Citeaux-Penvern ou encore chapelle Notre-Dame de Bon-Secours est située sur le territoire de la commune de Trébeurden, dans le département des Côtes-d'Armor, en Bretagne.
Le long de la chapelle, une longue assise de pierre de taille, orientée d'est en ouest, permet aux pèlerins de prendre un peu de repos. 
Selon la légende sa date de construction remonterait à 1300, elle serait l'œuvre des moines cisterciens de Bégard, et
aurait suivi la découverte d'une statue de la Vierge, vieille de plusieurs siècles. Le culte de la Vierge est apparu tardivement en France et en Bretagne et la découverte d'une statue de celle-ci à une telle époque semble impossible suivant certains chercheurs.
Située un peu à l'écart du village de Penvern elle est à proximité de verts ombrages. L'eau y bruit de toutes parts.

## Histoire
Dès sa construction la chapelle est l'objet de la dévotion des fidèles du fait des miracles attribués à la Vierge. Il est possible qu'elle ait été construite à l'emplacement d'un ancien culte païen. 
Plusieurs fois, elle a été reconstruite au cours de son histoire. Certaines dates relativement plus récentes peuvent être relevées sur l'édifice : 1640 sur la campanile, 1666 sur le retable de la Nativité signé par Yvon Allain, dit Gousmas, 1677 sur un tronc à l'intérieur, 1772 sur une porte qui fut ouverte plus tardivement.
La chapelle fut aliénée à la Révolution. Elle a été rendue au culte par la suite.
La proximité de la fontaine, entourée de pierre par un certain Allain Hamon, a également aidé à renforcer la dévotion des fidèles.   
La chapelle est inscrite au titre des monuments historiques en 1930.
En 1939 le peintre russe d'origine française Alexandre Benois, admirateur de la Bretagne, a réalisé une aquarelle du retable et de l'autel de la chapelle, lors d'un de ses nombreux voyages dans la région.

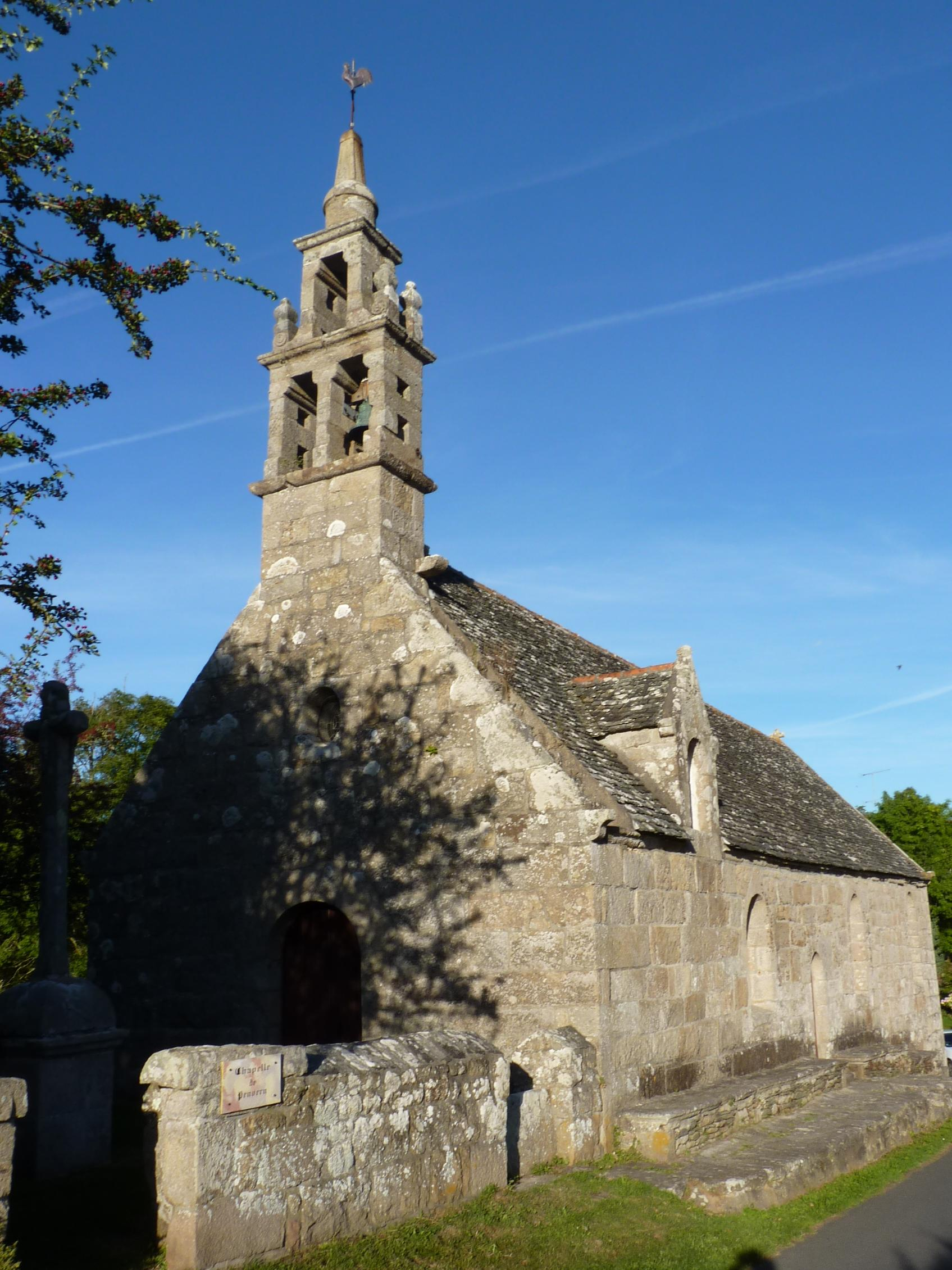
Pignon et campanile de la chapelle de Penvern
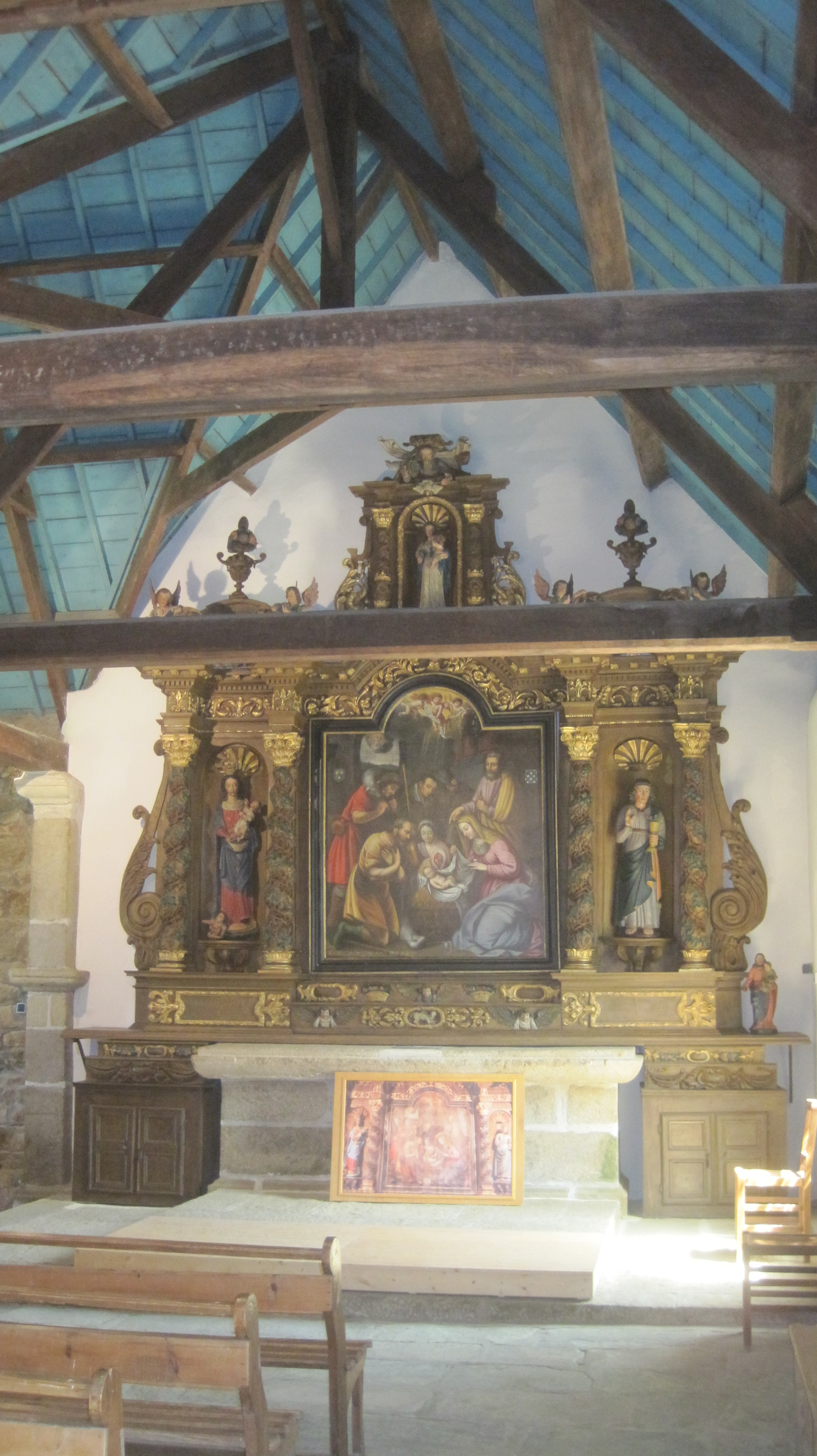
Retable de la chapelle de Penvern